# Зинедин Зидан
Зинедин Јазид Зидан (арап. زين الدين زيدان, фр. Zinedine Yazid Zidane; Марсеј, 23. јун 1972), бивши је француски фудбалер и репрезентативац кабилског порекла и доскорашњи тренер шпанског гиганта Реал Мадрида. Током свог првог мандата у овом клубу, Зидан је освојио девет титула у периоду од 2016. до 2018. године. У почетку је водио други тим Реала (тачније, у периоду од две године, од 2014. до 2016.), да би касније преузео сениорску селекцију.
Зинедин Зидан је био везни играч. Дуго година је био члан репрезентације Француске, са којом је освојио Светско првенство 1998. и Европско првенство 2000. Каријеру је завршио у финалу Светског првенства у Немачкој 2006. против Италије, где је био искључен у другом продужетку након што је главом у прса ударио италијанског бека Марка Матерација, али је и поред тога добио Златну лопту за најбољег играча Првенства.
У својој каријери је играо за Кан, Бордо, Јувентус и Реал Мадрид. Када је из Јувентуса прешао у Реал Мадрид за 76 милиона евра постао је најскупљи фудбалер у историји. Са Реалом је освојио Лигу шампиона 2002. постигавши победнички гол против Бајер Леверкузена. Зидан је једини играч уз Роналда који је три пута изабран за најбољег играча света по избору ФИФА, а још три пута се нашао међу првих три.

## Биографија
Зидан је рођен у Марсеју 23. јуна 1972. као дете алжирских имиграната. Идол у младости му је био бивши уругвајски фудбалер Енцо Франческоли.

## Клупска каријера

### Почетак каријере, Кан и Бордо (1988—1996)
Зидан је своју фудбалску каријеру започео у јуниорском тиму УС Сен-Анрија, локалном клубу из Марсеља. Са 14 година, одиграо је прву сезону у јуниорској лиги, где га је приметио Канов скаут Жан Вараду. Зидан је отиша у Кан на шест недеља пробе, али је након тога још четири године провео у клубу. Своју прву утакмицу у француској Првој лиги одиграо је са 17 година, а свој први гол је постигао 8. фебруара 1991, па му је за награду клупски председник поклонио ауто. Врхунац његове прве сезоне у Кану је био пласману Куп УЕФА.
Зидан је сезоне 1992/93 прешао у Бордо, са којим је 1995. освојио Интертото куп и играо у финалу Купа УЕФА 1996. године. За Бордо су тада наступали Биксенте Лизаразу и Кристоф Дигари, и тај трио је током 1990-их постао заштитни знак Бордоа и фудбалске репрезентације Француске.

### Јувентус (1996—2001)
Године 1996 Зидан је прешао у редове италијанског Јувентуса, тадашњег актуалног освајача Лиге шампиона, за 3 милиона фунти. Зидан је у екипи Марчела Липија постао главни организатор игре. Прве сезоне са Зиданом Јувентус је освојио Скудето и Интерконтинентални куп. Такође су играли у финалу Лиге шампиона 1997, у ком је Јувентус изгубио од Борусије Дортмунд резултатом 3:1 .
Идуће сезоне је постигао 7 голова у 32 утакмице и тако помогао Јувентусу да задржи наслов првака Италије и опет је наступио у финалу Лиге шампиона 1998, у ком је Јувентус опет поражен, овај пут резултатом 1:0 од мадридског Реала. На крају те сезоне Зидан је изабран за најбољег фудбалера света.
Током пет сезона у дресу Јувентуса Зидан је постигао 24 гола.

### Реал Мадрид (2001—2006)
Године 2001, Зидан је потписао четворогодишњи уговор са Реал Мадридом уз одштету од чак 76 милиона евра, што је и до данас једна од највише плаћених одштета у историји фудбала.
Зидане је успешно кренуо с новим клубом. У финалу Лиге шампиона 2002. у Глазгову постигао је гол волејом за 2:1 и победу на Бајер Леверкузеном. Идуће сезоне, Реал је уз шпански Супер куп, освојио и европски, а Зидан је проглашен најбољим играчем 2003. године у избору ФИФЕ и тако је постао уз Роналда једини играч који је ову престижну награду освојио три пута.
Упркос томе што је постигао свој први хет-трик у победи 4-2 против Севиље, Зиданова последња сезона није била успешна, Реал је брзо испао из шпанског купа и Лиге шампиона, и сезону је завршио са 12 бодова заостатка за прваком Барселоном. Дана 7. маја 2006, Зидан је против Виљареала на стадиону Сантијаго Бернабеу одиграо своју последњу утакмицу за Реал Мадрид.

## Репрезентативна каријера
Зидан је своју прву утакмицу за репрезентацију одиграо 17. августа 1994. у пријатељској утакмици против Чешке и на тој је утакмици постигао 2 гола. Наступио је на Европском првенству 1996. у Енглеској, где је Француска у полуфиналу поражена од Чешке након извођења једанаестераца.

### Свјетско првенство 1998.
На Светском првенству у Француској Зидане је постигао 3 гола, од чега 2 у финалу против Бразила, ког је Француска победила са 3-0 и тако освојила свој први наслов светског првака.

### Европско првенство 2000.
Зидан је био кључни играч Француске на ЕП 2000., гдје је одличним играм и пресудним головима помогао својој репрезентацији да освоји наслов првака. Француска је тако, победивши у финалу Италију постала прва репрезентација након Западне Немачке 1974. која је истовремено била и светски и европски првак.

### Повреде, повлачење и повратак (2002—2006)
Због повреде Зидан није могао играти прве две утакмице за Француску на Светском првенству 2002. Заиграо је у трећој утакмици, али ни он није могао помоћи репрезентацији да победи и избори пласман у осмину финала, па је Француска завршила првенство већ у првој фази без постигнутог поготка.
На Европском првенству 2004. Зидан је у судијској надокнади донео победу Француској против Енглеске постигавши гол из слободног ударца и из једанаестерца. Међутим, Француска је у четвртфиналу поражена од каснијег победника Грчке. Након пораза, Зидан је накратко завршио своју репрезентативну каријеру, да би се 3. августа 2005. вратио на наговор француског селектора Рејмона Доменека, да помогне Француској да избори наступ на Светском првенству.
Дана 27. маја 2006, Зидан је против Мексика забележио јубиларни 100. наступ за репрезентацију и тако постао један од четворице играча који су наступили за Француску репрезентацију више од 100 пута (осим њега тај успех су остварили Марсел Десаи, Дидије Дешам и Лилијан Тирам).

### Светско првенство 2006.
На Светском првенству 2006. Француска је, иако пре првенства и није била изразити фаворит, стигла до финала против Италије, за коју је Зидан најавио да ће му то бити последња утакмица у каријери. У финалу Француска је повела Зидановим голом из једанаестерца, чиме је он постао тек четврти играч уз Пелеа, Паула Брајтнера и Ваву који је постигао гол у два различита финала Светских првенства. Међутим, до краја регуларног дела
Италија је изједначила на 1-1, а Зидан је у 110. минути продужетака зарадио искључење након што је ударио главом Марка Матерација, који га је претходно увредио. Француска је финале изгубила након извођења једанаестераца, а Зидан је, упркос том инциденту добио Златну лопту за најбољег играча турнира.

## Трофеји (као играч)

### Бордо
- Интертото куп (1) : 1995.

### Јувентус
- Првенство Италије (2) : 1996/97, 1997/98.
- Суперкуп Италије (1) : 1997.
- Интертото куп (1) : 1999.
- Лига шампиона : финале 1996/97. и 1997/98.
- Суперкуп Европе (1) : 1996.
- Интерконтинентални куп (1) : 1996.

### Реал Мадрид
- Првенство Шпаније (1) : 2002/03.
- Суперкуп Шпаније (2) : 2001, 2003.
- Лига шампиона (1) : 2001/02.
- Суперкуп Европе (1) : 2002.
- Интерконтинентални куп (1) : 2002.

### Француска
- Светско првенство (1) : 1998, (финале 2006)
- Европско првенство (1) : 2000.

### Индивидуалност
- Најбољи млади играч Француске Лиге : 1994.
- Најбољи играч Француске Лиге : 1996.
- Најбољи страни фудбалер Серије А : 1997, 2001.
- Најбољи везни играч Лиге шампиона : 1998.
- Тим године : 1998, 2002, 2003, 2004.
- Најбољи тим првенства : 1998, 2006.
- Француски фудбалер године: 1998, 2002.
- Фудбалер године у Европи по часопису „Onze Mondial“ : 1998, 2000, 2001.
- Златна лопта : 1998.
- ФИФА најбољи фудбалер света : 1998, 2000, 2003.
- Европско првенство у фудбалу 2000. :
  - Члан најбољег тима
  - Најбољи играч
- Играч године у Серији А : 2001.
- УЕФА тим године : 2001, 2002, 2003.
- Најбољи играч финала Лиге шампиона: 2002
- УЕФА клупски фудбалер године: 2002.
- Награда Дон Балон (Најбољи страни играч) : 2002.
- ФИФА дрим-тим свих времена : 2002.
- Најбољи тим Евра 2004.
- ФИФА 100 : 2004.
- ФИФпро Свет КСИ : 2005, 2006.
- Златна лопта Светског првенства : 2006.
- најбољи Играч средине терена : 2006.

## Трофеји (као помоћни тренер)

### Реал Мадрид
- Куп Шпаније (1) : 2013/14.
- Лига шампиона (1) : 2013/14.

## Трофеји (као тренер)

### Реал Мадрид
- Првенство Шпаније (2) : 2016/17, 2019/20.
- Суперкуп Шпаније (1) : 2017.
- Лига шампиона (3-рекорд) : 2015/16, 2016/17, 2017/18.
- Суперкуп Европе (2) : 2016, 2017.
- Светско клупско првенство (2) : 2016, 2017.

### Индивидуалност
- Тренер године у Француској : 2016, 2017
- Onze D'Or од француског магазина Онзе Мондијал : 2017, 2018
- Најбољи фудбалски тренер године : 2017